# 立田川 (福島市)
立田川（たつたがわ）は、福島県福島市を流れる河川であり、一級水系阿武隈川水系の一次支流である。

## 地理
福島市南部の立子山地区東部、千貫森北麓を水源とし、南西に流れ阿武隈川に注ぐ。当河川周辺に立子山地区の中心部が広がる。

## 流域の自治体
福島県
- 福島市

## 主な支流
- 立木川

## 主な橋梁
下流より記載
- （福島県道306号大沢広表線）
- （国道114号）

## 周辺
- 千貫森
- 福島市立立子山中学校
- 立子山郵便局